# Roscio
Roscio is een gemeente in de Venezolaanse staat Bolívar. De gemeente telt 27.500 inwoners. De hoofdplaats is Guasipati.